# 下林卡乡
下林卡乡，是中华人民共和国西藏自治区昌都市左贡县下辖的一个乡镇级行政单位。

## 行政区划
下林卡乡下辖以下地区：
古巴村、旧巴村、果热村、旭日村、西日村、达巴村、甲巴村和友巴村。